# 明鏡院 (織田信長側室)
明鏡院（めいきょういん）は、安土桃山時代の女性、尼僧。織田信長の側室。『系図纂要』等によれば、信長の庶長子織田信正の生母で、塙直政の妹。名は直子と伝わり、法名が明鏡院智勝尼。塙直政が原田姓を下賜されているため、原田氏（はらたし）ともいう。

## 略歴
織田信長の庶長子信正については、『信長公記』や『寛政重修諸家譜』には記入がないが、『系図纂要』や『好古類纂』所収「織田系図」などにはある。
信正について「庶長子、母塙直政妹直子明鏡院智勝尼」と記載されている。
直政の妹は、天文23年（1554年）5月5日に尾張那古野城で信正を生んだ。名を直子としているが、子の信正を従五位下、従四位下としていることから、名前の記載は母親にも官位があったとしているためと考えられる。
信正は天正13年（1585年）に剃髪して見性軒を号したが、京都市左京区の見性寺は、彼が開基といい、信正の墓と彼女を含む原田氏一族の墓もある。